# Küstenmotorschiff

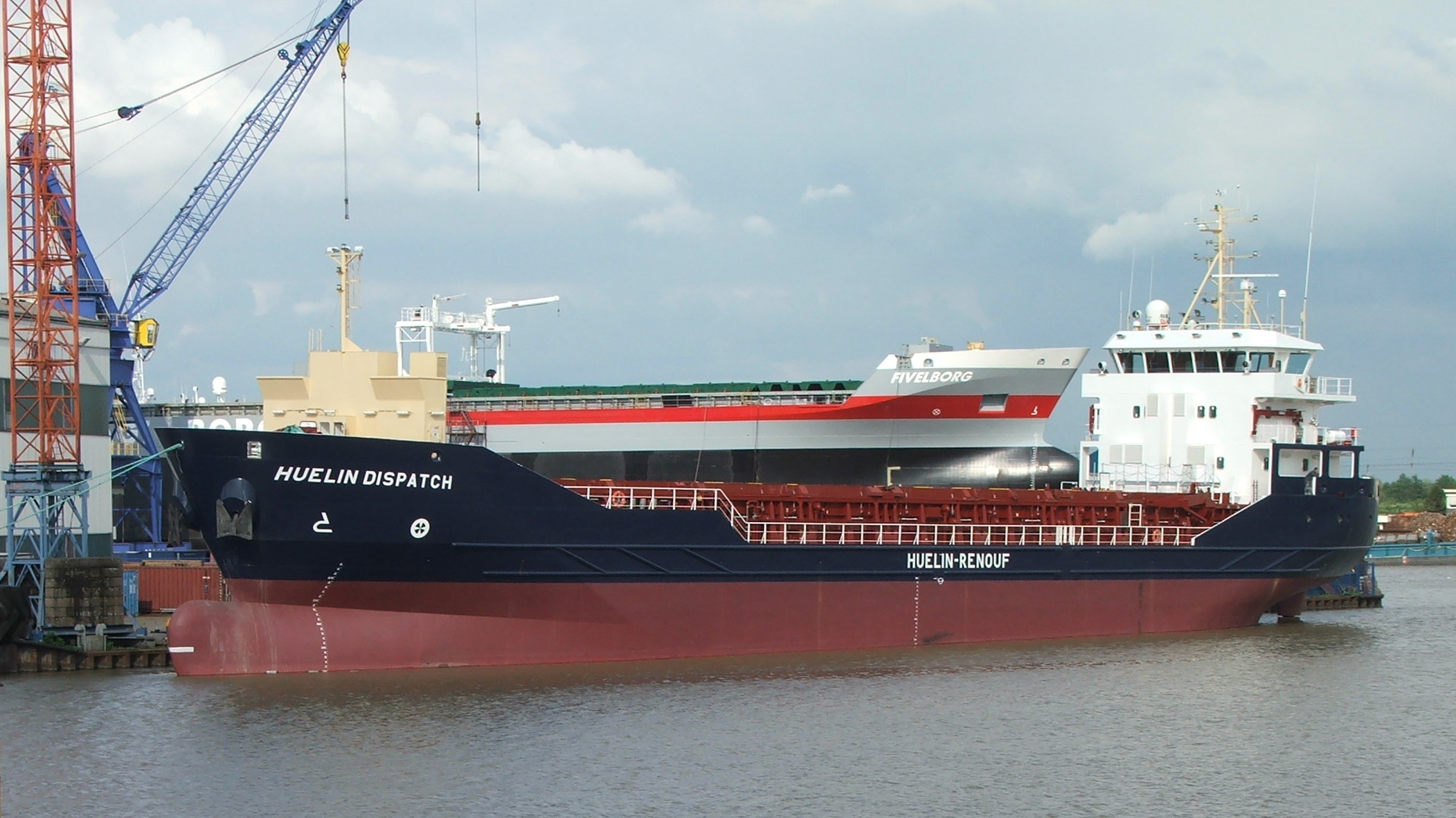
Modernes Kümo in einer Werft

Ein Küstenmotorschiff, kurz Kümo, ist ein motorisiertes, kleineres Frachtschiff zum Einsatz in küstennahen Gewässern und auf schiffbaren Flüssen zum Transport von Containern, Stück- und Schüttgut.

## Einsatzbereich
Küstenmotorschiffe sind Seeschiffe und ihr Einsatzbereich ist die Küstenschifffahrt. Der Begriff Kümo umfasst, unabhängig von der vergleichbaren Größe und dem ansonsten ähnlichgelagerten Einsatz, nicht die Tanker in der Küstenschifffahrt. Die Definition dessen, was Küstenschifffahrt eigentlich ist, hat sich im Laufe der letzten rund 100 Jahre im selben Maße erweitert, wie zum einen die Größe der eingesetzten Schiffe stetig stieg, zum anderen auch das Einsatzgebiet seit etwa den 1960er Jahren mehr und mehr den europäischen Raum verließ und zu einem Teil der weltweiten Seeschifffahrt wurde. Im angelsächsischen Raum wird hier der Short Sea Trade, die Seeschifffahrt über kürzere Strecken vom Deep Sea Trade, der Seeschifffahrt beispielsweise über ganze Ozeane unterschieden.

## Geschichte

### Entwicklung bis zum Zweiten Weltkrieg

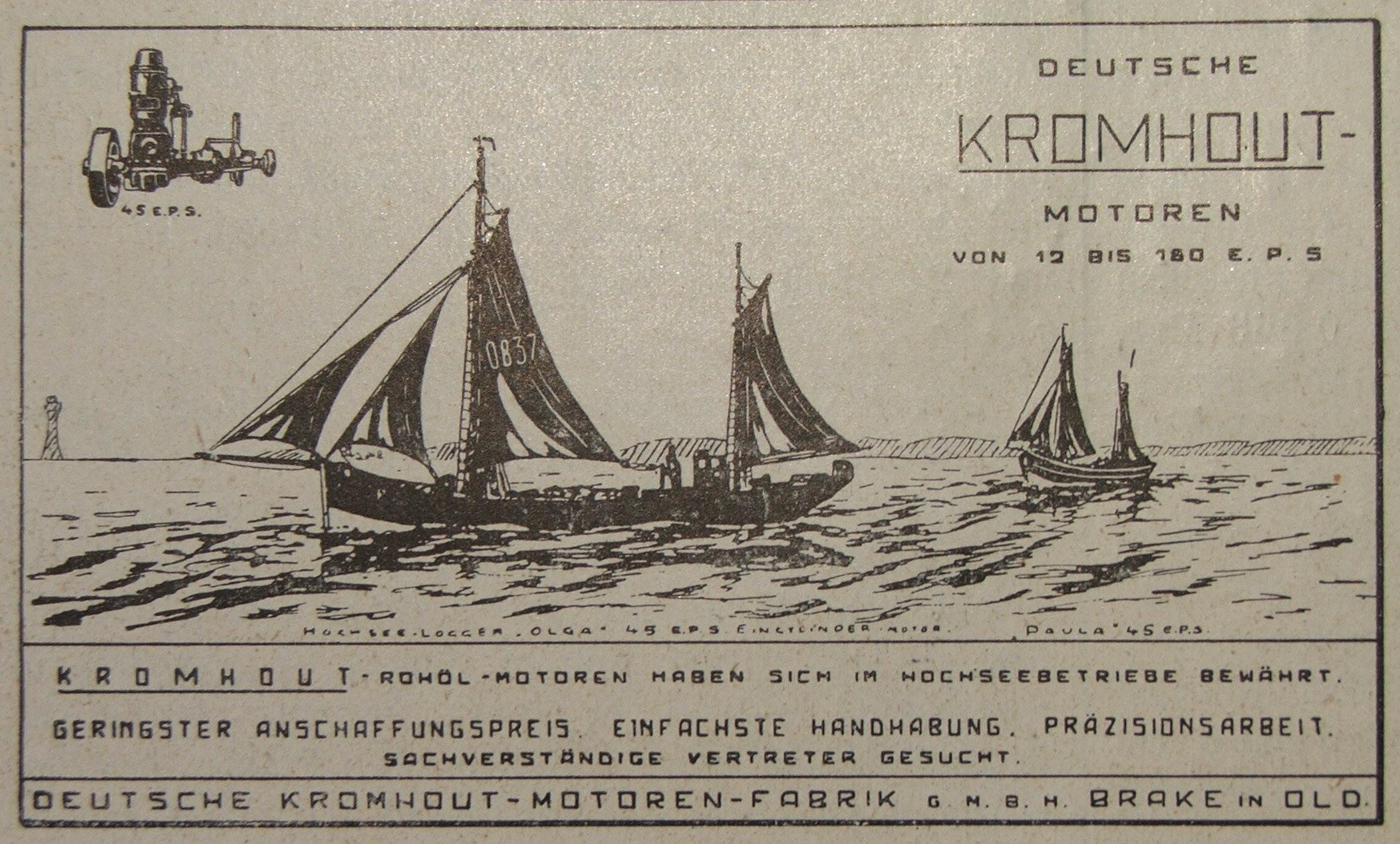
Werbung für Nachrüstmotoren von 1913

Die europäische Küstenschifffahrt wurde bis in die ersten Jahrzehnte des letzten Jahrhunderts mit einer Vielzahl an spezialisierten Segelfahrzeugen betrieben. Sie konzentrierte sich dabei überwiegend auf die Kabotage, also den Transport innerhalb eines Landes, führte aber auch einen Teil des küstennahen Transports zwischen den Ländern aus. Bis in die zweite Hälfte des 19. Jahrhunderts wurden Küstenfrachtschiffe nahezu ausschließlich aus Holz gebaut. Später wurde, zunächst bei britischen Colliers, Eisen und bald auch Stahl verbaut, wobei in der Küstenfahrt, insbesondere der Wattenfahrt, lange an Kompositbauten aus Eisen oder Stahl mit einem Boden aus Holz festgehalten wurde.
Der Siegeszug der Dampfschiffe veränderte die Zusammensetzung der in der Küstenfahrt eingesetzten Schiffe nur wenig, da sich der kapital- und personalintensive Betrieb von Dampfmaschinen in diesem Segment des Seeverkehrs nicht rechnete. Erst mit dem Erscheinen des kompakten und betriebssicheren Glühkopfmotors wandelte sich das Bild. In den ersten beiden Jahrzehnten des 20. Jahrhunderts begann man größere Zahlen von Küstenseglern mit einfach aufgebauten und verhältnismäßig sparsamen Dieselmotoren zu Motorseglern umzurüsten. Die Motoren wurden zunächst als Hilfsantrieb eingesetzt, setzten sich aber rasch als Hauptantrieb durch und ersetzten so mehr und mehr die Besegelung der Küstenfrachter.

### Entwicklung bis heute

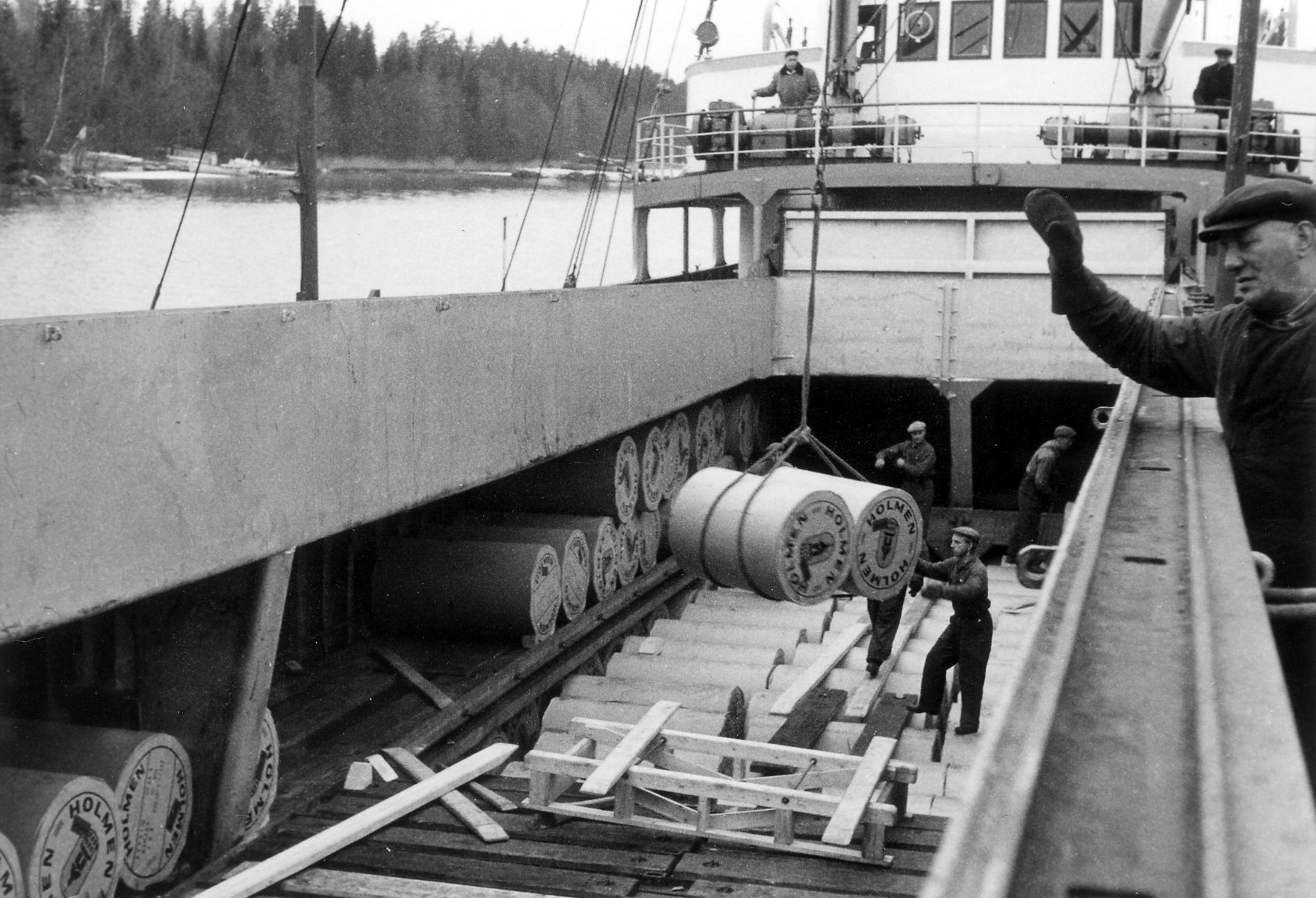
Papierrollenumschlag auf einem Kümo im Hafen von Hallstavik

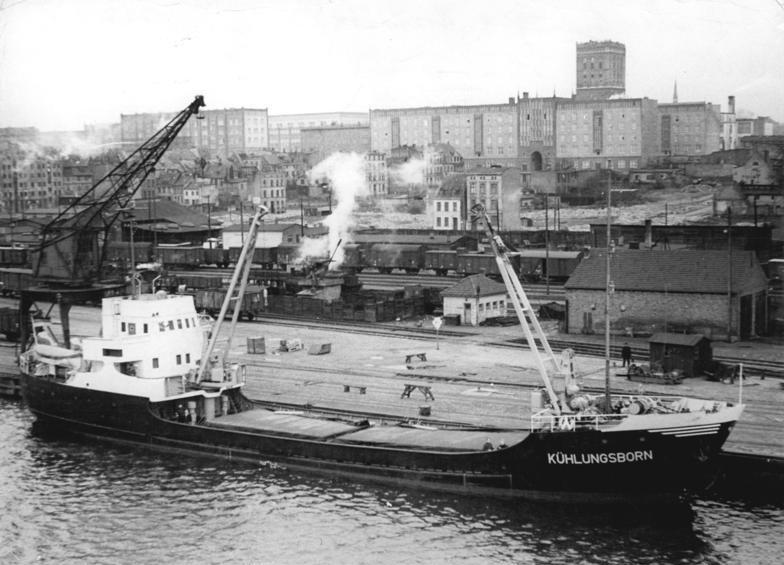
Kümo Kühlungsborn, 1957

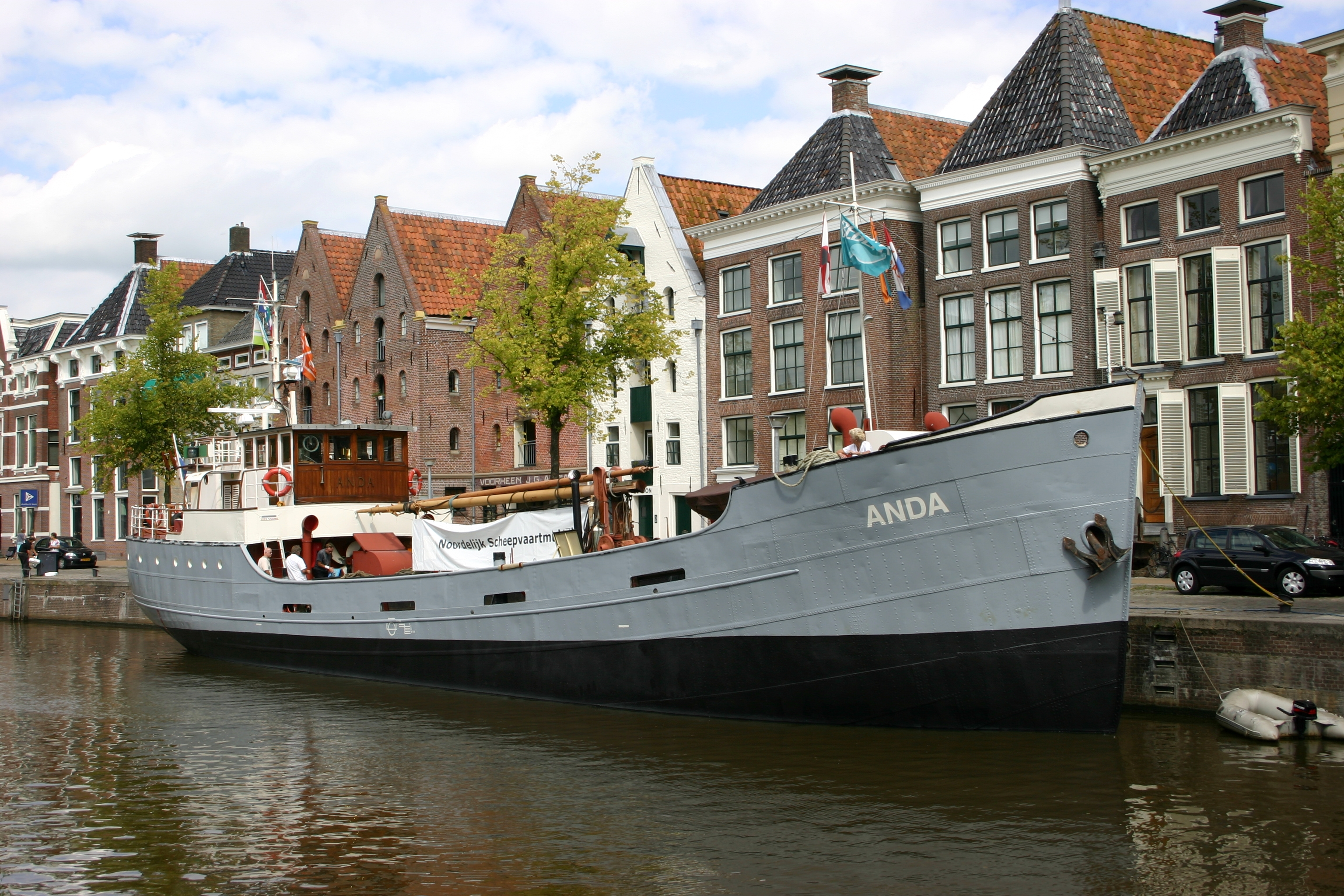
Küstenmotorschiff Anda

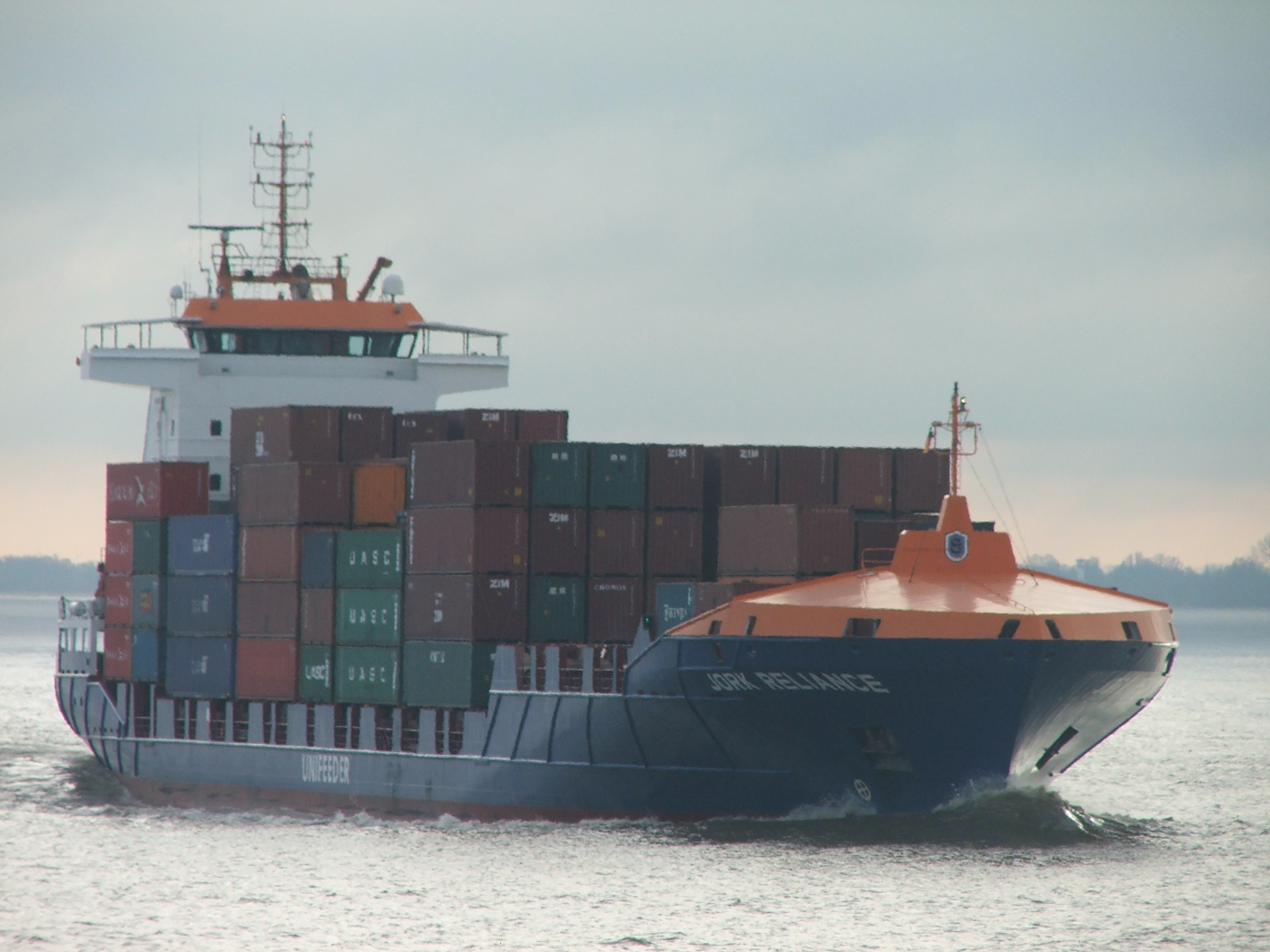
Feederschiff Jork Reliance auf der Elbe

In Deutschland wuchs die Bedeutung der Küstenmotorschiffe ab 1948. Nach Ende des Zweiten Weltkriegs mussten alle damals noch vorhandenen deutschen Schiffe an die Alliierten abgeliefert oder unter deren Kontrolle gestellt werden. Der Neubau von Schiffen war bis 1948 gänzlich verboten. Ab 1947/48 durften wieder Küstenmotorschiffe bis zu einer Länge zwischen den Loten von 33,49 m (110 Fuß) gebaut werden. Der Hamburger Schiffbauer Adolf Weselmann lieferte innerhalb eines Wettbewerbs einen Grundentwurf, nach dem 71 Schiffe gebaut wurden, daher nannte man diese Schiffe auch Weselmänner oder Volkswagen der Kümos. Eine sachlich bekanntere Bezeichnung war Kleines Küstenmotorschiff, um sie von den später gebauten größeren Kümos zu unterscheiden. Den ersten strengen Beschränkungen der Alliierten entsprach aber nur die am 28. November 1949 von der Schiffswerft W. Holst abgelieferte Paul. Bis 1951 wurden die Auflagen schrittweise aufgehoben. Die Kümos dieser ersten Nachkriegszeit hatten meist eine Vermessung von etwa 299 Bruttoregistertonnen (BRT) bei einer Tragfähigkeit von 400 bis 650 Tonnen.
Ab Mitte der 1950er Jahre begann man aufgrund des steigenden Transportbedarfs Kümos mit einer Vermessung von bis zu 499 BRT und einer Tragfähigkeit von bis zu 900 Tonnen zu bauen. Die Tragfähigkeit dieser auch mittelgroße Küstenmotorschiffe genannten Einheiten konnte in den frühen 1960er Jahren durch den Wechsel der Vermessung vom Volldecker zum Schutzdecker weiter gesteigert werden. Etwa mit dem Bau der 499er begann eine Reihe von Bauwerften, die von den Vermessungsregeln gebotenen Möglichkeiten so umzusetzen, dass die Kümoneubauten bei gegebener Vermessung rasch an Größe zunahmen. Man sprach bald von sogenannten „Paragraphenschiffen“. Auch die 1966 gebaute Bell Vanguard zählte zu den 499ern. Sie war das erste deutsche Containerschiff und leitete die Entwicklung des Kümos zum Feederschiff ein.
Über die seit den frühen 1970er Jahren gebauten, nochmals größeren 999er, also Kümos mit bis zu 999 Bruttoregistertonnen und bis zu 3000 Tonnen Tragfähigkeit entwickelten sich die Schiffe in den 1970er Jahren zum großen Küstenmotorschiff mit 1599 BRT und Tragfähigkeiten zwischen 3000 und 6000 Tonnen weiter.
Schon Ende der 1980er Jahre war die Tragfähigkeit der größten in typischen Diensten der Küstenschifffahrt eingesetzten Schiffe über die 10.000-Tonnen-Marke gestiegen. Dieser Trend setzt sich bis heute ungebrochen fort, was sich beispielsweise darin ablesen lässt, dass Schiffstypen wie der Baltic Max Feeder Tragfähigkeiten zwischen 17.000 und 18.000 Tonnen aufweisen.
Im Wechselverkehr See/Binnen fahren heute moderne Kümos im Regelverkehr (also nach Zeitplan) von den einzelnen Seehäfen über die Binnenwasserstraße zu den Binnenhäfen. Die Feederschiffe, die als Zubringer und Verteiler für die großen Containerterminals in den Tiefwasser-Seehäfen eingesetzt werden, haben in den Seehäfen große Bedeutung. Schon 1992 waren zwei Drittel der deutschen Küstenschiffsflotte Containerschiffe.

### VdK-Statistik der Schiffsanzahl, Schiffsgröße und Tragfähigkeit (1960 bis 1990)
Die Durchschnittsgröße deutscher Küstenschiffe wuchs seit den 1950er Jahren stark an. Während Anfang 1960 noch rund 15 % der Küstenschiffe im Verband deutscher Küstenschiffseigner eine Vermessung unter 100 BRT aufwiesen, war diese Zahl Anfang 1977 auf 1,1 % geschrumpft, also praktisch vom Markt verschwunden. Der Anteil der Schiffe über 500 BRT stieg im gleichen Zeitraum von 0,3 % auf 16,1 %. Alleine im Zeitraum von 1970 bis 1977 erhöhte sich die Schiffsgröße um 50 %.
Anfang 1960 gab es nur zwei Schiffe (0,2 %) mit einer Tragfähigkeit über 1000 Tonnen; zehn Jahre später war diese Zahl auf 167 gewachsen. Anfang 1977 betrug sie 269, wobei die größten Einheiten eine Tragfähigkeit von rund 4500 tdw aufwiesen.
Eine andere Entwicklung zeigte sich bei der Anzahl der Schiffe. Zwischen 1948 und 1970 bewegte sich die Zahl der Küstenschiffe im Verband Deutscher Küstenschiffseigner zwischen 936 und 1061, wobei 1970 die höchste Anzahl erreicht war. Nach 1970 fiel die Zahl der Schiffe bis 1977 auf 610, die Tragfähigkeit der Flotte fiel in diesem Zeitraum aber nur von 651.715 Tonnen auf 641.737 Tonnen (Durchschnittstragfähigkeit 1970: 614 t, 1977: 1052 t), hielt also nahezu das Niveau. In den nächsten rund zehn Jahren zeigte sich eine vorübergehend etwa gleichbleibende Schiffsanzahl in der Verbandsflotte. 1986 hatte der Schiffsbestand sich auf 654 Einheiten leicht erhöht, die Tragfähigkeit war im selben Zeitraum um über eine Million Tonnen auf 1.670.757 Tonnen gestiegen (Durchschnittstragfähigkeit 1986: 2555 t).
Die Schifffahrtskrise Mitte der 1980er Jahre bremste diese Entwicklung erneut. So waren 1990 noch 423 Schiffe mit 1.285.529 Tonnen (Durchschnittstragfähigkeit 1986: 3039 t) Tragfähigkeit in der Verbandflotte verzeichnet. Diese verringerte Zahl muss aber auch vor dem Hintergrund einer Reihe von krisenbedingten Austritten aus dem Verband Deutscher Küstenschiffseigner gesehen werden.